# بورتلاند ثورنز
بورتلاند ثورنز اف سي  نادي كرة قدم أمريكي نسائي يقع في بورتلاند، ولاية أوريغون. أنشأ في عام 2012 ، بدأ الفريق اللعب في  الدوري الوطني للسيدات لكرة القدم (NWSL)  في عام 2013. حيث يتلقى الدعم من اتحاد الولايات المتحدة لكرة القدم (USSF) وإتحاد كندا لكرة القدم (CSA) واتحاد المكسيك لكرة القدم (FMF).تعود ملكية بورتلاند لشركة بيرغرين الرياضية، والتي تملك أيضا بورتلاند تمبر الذي يلعب في الدوري الأمريكي لكرة القدم.
في افتتاحية الدوري، حقق بورتلاند ثورنز المركز الثالث أثناء مجريات موسم 2013،  ولعب في المربع الذهبي ثم فاز في بطولة ان دبيلو اس ال المحلية.  فاز بورتلاند ثورنز بلقب الدرع في 25 سبتمبر 2016،  بعد أن لعب 20 مباراة في الموسم وحقق 12 مباراة متتالية دون هزيمة. وفي الموسم التالي، حقق بطولة إن دبيلو إس إل بعد تغلبه على نورث كارولاينا كوريج في نهائي 2017.

## السجلات

### كل عام
| الموسم | إن دبليو إس إل الموسم العادي | إن دبليو إس إل الموسم العادي | إن دبليو إس إل الموسم العادي | إن دبليو إس إل الموسم العادي | إن دبليو إس إل الموسم العادي | إن دبليو إس إل الموسم العادي | إن دبليو إس إل الموسم العادي | المركز | المربع الذهبي |
| الموسم | ل                            | ف                            | خ                            | ت                            | أل                           | أع                           | ن                            |        | المربع الذهبي |
| ------ | ---------------------------- | ---------------------------- | ---------------------------- | ---------------------------- | ---------------------------- | ---------------------------- | ---------------------------- | ------ | ------------- |
| 2013   | 22                           | 11                           | 6                            | 5                            | 32                           | 28                           | 38                           | 3      | بطل           |
| 2014   | 24                           | 10                           | 8                            | 6                            | 39                           | 35                           | 36                           | 3      | نصف النهائي   |
| 2015   | 20                           | 6                            | 9                            | 5                            | 27                           | 29                           | 23                           | 6      | لم يدخل       |
| 2016   | 20                           | 12                           | 3                            | 5                            | 35                           | 19                           | 41                           | درع    | نصف النهائي   |
| 2017   | 24                           | 14                           | 5                            | 5                            | 37                           | 20                           | 47                           | 2      | البطل         |

| الموسم | لاعب              | الجنسية  | أهداف |
| ------ | ----------------- | -------- | ----- |
| 2013   | كريستين سينكلير   | كندا     | 8     |
| 2013   | اليكس مورغان      | أمريكا   | 8     |
| 2014   | جيسيكا ماكدونالدز | أمريكا   | 11    |
| 2015   | آلي لونغ          | أمريكا   | 10    |
| 2016   | ناديا نديم        | الدنمارك | 9     |
| 2017   | كرستين سينكلير    | كندا     | 8     |

### إحصائيات اللاعبون

#### مباريات
| # | Pos. | Name              | Nation           | Career          | NWSL | Playoffs | Total |
| - | ---- | ----------------- | ---------------- | --------------- | ---- | -------- | ----- |
| 1 | وسط  | آلي لونغ          | الولايات المتحدة | 2013–           | 100  | 5        | 105   |
| 2 | وسط  | ملينا شيم         | الولايات المتحدة | 2013–           | 70   | 3        | 73    |
| 2 | هجوم | كرستين سينكلير    | كندا             | 2013–           | 69   | 4        | 73    |
| 4 | دفاع | إيميلي مينغس      | الولايات المتحدة | 2014–           | 65   | 2        | 67    |
| 5 | دفاع | نيكي مارشال       | الولايات المتحدة | 2013–2014       | 46   | 2        | 48    |
| 5 | دفاع | راشيل فان هوليبيك | الولايات المتحدة | 2013–2015       | 45   | 3        | 48    |
| 5 | دفاع | كات ويليامسون     | الولايات المتحدة | 2013, 2015–2016 | 46   | 2        | 48    |
| 8 | وسط  | توبين هيث         | الولايات المتحدة | 2013–           | 38   | 4        | 42    |
| 9 | هجوم | أليكس مورغان      | الولايات المتحدة | 2013–2015       | 36   | 2        | 38    |

#### أهداف
| # | المركز | الاسم             | الجنسية          | المواسم    | NWSL | Playoffs | المجموع |
| - | ------ | ----------------- | ---------------- | ---------- | ---- | -------- | ------- |
| 1 | وسط    | كرستين سينكلير    | الولايات المتحدة | 2013–      | 31   | 3        | 34      |
| 2 | هجوم   | آلي لونغ          | كندا             | 2017–2013– | 30   | 1        | 31      |
| 3 | مهاجم  | ناديا نديم        | الدنمارك         | 2016–2017  | 28   | 0        | 28      |
| 4 | هجوم   | أليكس مورغان      | الولايات المتحدة | 2013–2015  | 15   | 0        | 15      |
| 5 | هجوم   | جيسيكا ماكدونالدز | الولايات المتحدة | 2014       | 11   | 0        | 11      |
| 6 | وسط    | ملينا شيم         | الولايات المتحدة | 2013–      | 9    | 0        | 9       |
| 7 | هجوم   | ليندسي هوران      | الولايات المتحدة | 2016-      | 5    | 1        | 6       |
| 8 | وسط    | داغني برايندوتر   | آيسلندا          | 2016–      | 5    | 0        | 5       |
| 9 | هجوم   | دانييل فوكسوفن    | الولايات المتحدة | 2013       | 4    | 0        | 4       |
| 9 | هجوم   | فيرو بوكيتي       | إسبانيا          | 2014       | 4    | 0        | 4       |
| 9 | وسط    | توبين هيث         | الولايات المتحدة | 2013–      | 2    | 2        | 4       |

#### صناعة الأهداف
| # | المركز. | الاسم          | الجمسية          | المهنة    | NWSL | Playoffs | المجموع |
| - | ------- | -------------- | ---------------- | --------- | ---- | -------- | ------- |
| 1 | وسط     | توبين هيث      | الولايات المتحدة | 2013–     | 14   | 0        | 14      |
| 2 | وسط     | الي لونغ       | الولايات المتحدة | 2013–     | 13   | 0        | 13      |
| 3 | هجوم    | أليكس مورغان   | الولايات المتحدة | 2013–2015 | 11   | 1        | 12      |
| 4 | وسط     | ملينا شيم      | الولايات المتحدة | 2013–     | 9    | 0        | 9       |
| 5 | هجوم    | كرستين سينكلير | كندا             | 2013-     | 7    | 0        | 7       |

## الملعب

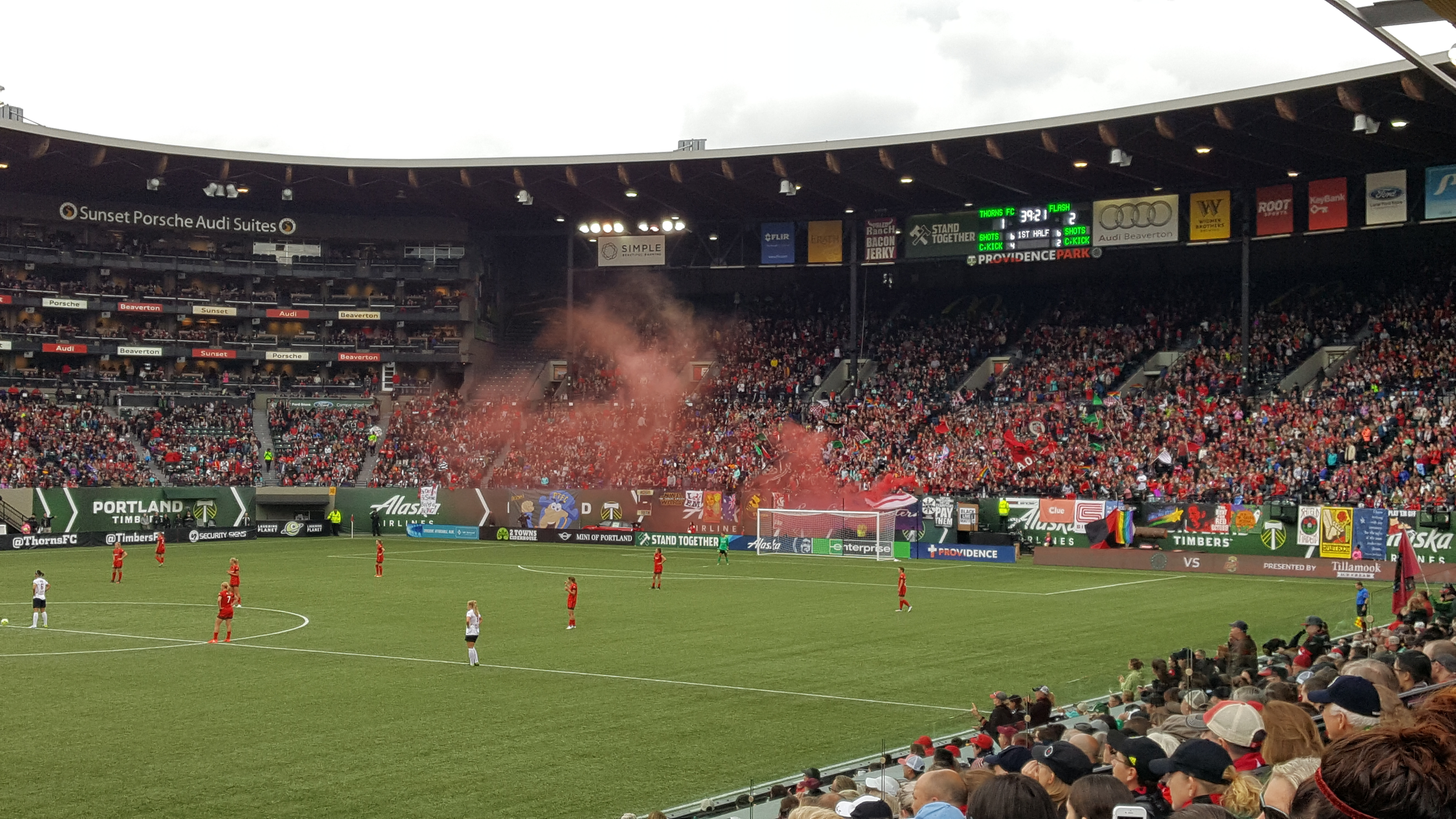
ملعب بروفايدنس

يلعب نادي بورتلاند ثورنز في ملعب بروفايدنس الواقع في  أوزة الجوف حي بورتلاند، ولاية أوريغون.  بروفيدينس بارك كان ثالث أكبر ملعب في NWSL بعد استاد هارفارد ملعب  بوسطن بريكرز في 2014 . وفي 2015 انتقل بوسطن إلى ملعب  أصغر. هذا جعل الملعب الذي يتسع عدد 21,144 متفرج أكبر ملعب في دوري NWSL ، حتى تم افتتاح ملعب أورلاندور الذي يتسع 25,500 متفرج في عام 2017. 

## فريق

### التشكيلة الحالية للفريق
- هايلي راسو